# Nuno Marta
Nuno Duarte Silva Marta, conegut com a Nuno Marta, (Torres Vedras, 28 de novembre de 1976) és un ciclista portuguès, ja retriat, que fou professional des del 1999 fins al 2009. El 2016 va prendre part en els Jocs Olímpics d'Estiu de Rio de Janeiro.

## Palmarès
- 1999
  - Vencedor de 2 etapes a la Volta a Portugal del Futur
- 2001
  -  Campió de Portugal en ruta
  - Vencedor de 2 etapes al Gran Premi Abimota
- 2002
  - 1r al Gran Premi Ciutat de Vigo
  - Vencedor de 2 etapes a la Volta às Terras de Santa Maria Feira
- 2003
  - 1r al Gran Premi Internacional CTT Correios de Portugal i vencedor d'una etapa
- 2007
  - 1r a la Volta a Extremadura i vencedor d'una etapa